# NCTS Sicily

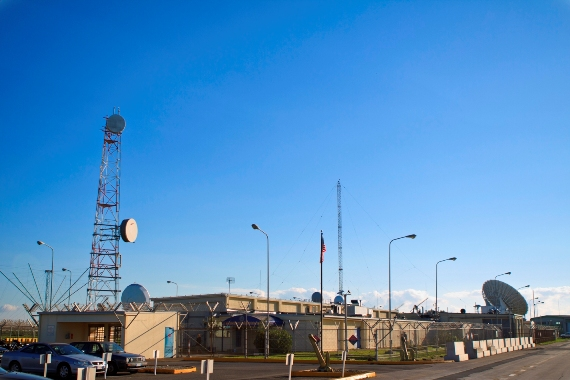
NCTS Sicily

Die Naval Computer and Telecommunications Station Sicily ist eine militärische Kommunikationsstation der U.S. Navy auf Sizilien.
Aufgabe der Station ist es, Kommandostrukturen, Kommunikationsmöglichkeiten und Infrastruktur für die Marineluftwaffenbasis (Naval Air Station) in Sigonella bereitzuhalten. Die Anlagen werden im Rahmen der NATO auch von anderen Streitkräften genutzt. Die NCTS betreibt nahe der Naval Air Station ein Antennenfeld auf gepachtetem Privatland und ein weiteres nahe Niscemi, 52,5 km südwestlich von Sigonella.

## Langwellensender
Auf dem ausgelagerten Standort in der Nähe von Niscemi betreibt die NCTS einen Langwellensender zur Kommunikation mit U-Booten. Zu dieser Station gehört auch ein 253 Meter hoher Sendemast in der Nähe des Ortes.